# Teoman (musicien)
Pour l’article homonyme, voir Teoman (empereur).

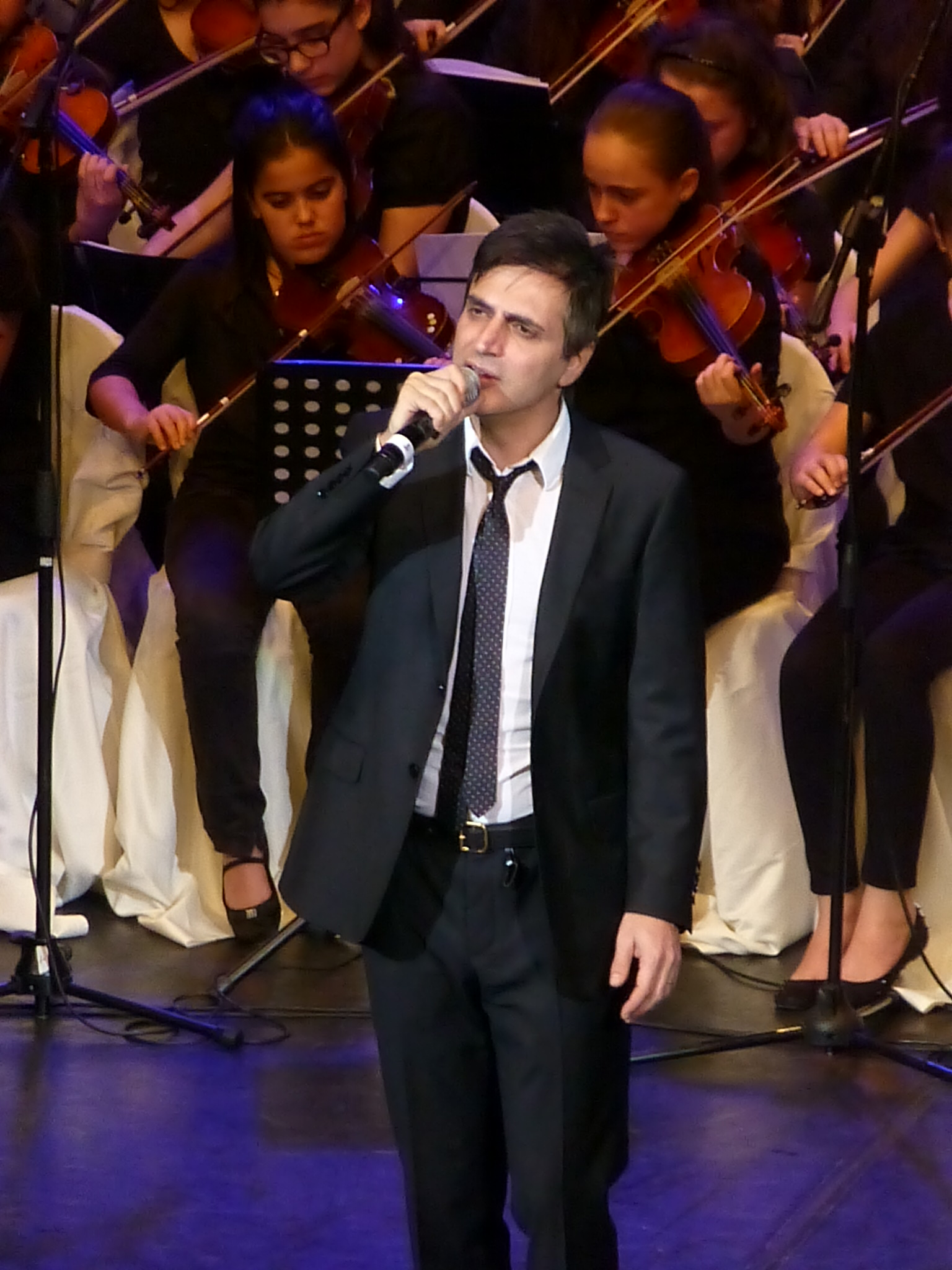

Teoman Yakupoğlu est un rocker turc. Il est né le 20 novembre 1967, à Alucra, en Turquie.

## Filmographie
Teoman a écrit et mis en scène un film appelé Balans ve Manevra où il tient aussi le rôle principal.

## Discographie
- 1996 Teoman
- 1998 O
- 2000 Onyedi
- 2001 Gönülçelen
- 2003 Teoman
- 2004 En Güzel Hikayem
- 2005 Renkli rüyalar oteli
- 2009 İnsanlık Halleri
- 2011 Aşk ve Gurur
- 2015 Eski Bir Rüya Uğruna...
- 2021 Gecenin Sonuna Yolculuk

## Compilations
- 2004 Best of Teoman
- 2008 Söz Müzik Teoman (dans cet album, des chansons de Teoman sont reprises par d'autres artistes, tels que Sezen Aksu ou Candan Erçetin pour ne citer qu'elles)
- 2014 Yavaş Yavaş
- 2018 Koyu Antoloji
- 2021 Teoman ve Piyano